# Tétra fantôme rouge
Hyphessobrycon sweglesi
Espèce
Synonymes
- Megalamphodus sweglesi Géry, 1961

Le Tétra fantôme rouge (Hyphessobrycon sweglesi) est une espèce de poissons d'eau douce de la famille des Characidés. Ce poisson peut être maintenu en aquarium.

## Distribution
Cette espèce se rencontre dans le bassin de l'Orénoque en Colombie.

## Taille
Adulte cette espèce de characidés ne mesure pas plus de 4/5 centimètres pour les plus grands et les plus vieux spécimens.

## Comportement
Ce poisson grégaire et peut être élevé dans un aquarium communautaire. C'est un nageur de pleine eau.

## Exigences
Eau douce légèrement acide. Lumière atténuée par un lit de plantes flottantes. Cette espèce est sensible à toute élévation de la température. Toutes les fines proies vivantes sont bien acceptées. L'espèce exige un pH compris entre 5,5 et 7,5 avec une température comprise entre 20 et 23 °C.

## Reproduction
Dans un bac de ponte aux parois obscurcies, les géniteurs déposent leurs œufs dans une boulette de laine de Perlon.
La nage libre est atteinte en cinq jours. Les alevins consomment directement des nauplies d'Artemia.

## Particularités
Les jeunes de cette espèce sont semblables à ceux de Pristella maxillaris.

## Publication originale
- Géry, 1961 : Three new South-American characids. Tropical Fish Hobbyist, vol. 9, n. 9, p. 26-46.

## Connexes
- Liste des Tétras